# Oxypleurus nodieri
Oxypleurus nodieri är en skalbaggsart som beskrevs av Étienne Mulsant 1839. Oxypleurus nodieri ingår i släktet Oxypleurus och familjen långhorningar.
Artens utbredningsområde är:
- Corsica.
- Frankrike.
- Portugal.

Inga underarter finns listade i Catalogue of Life.